# Хатай (ил)
Хатай (тур. Hatay) — ил на юге Турции.
Принадлежность Хатая долгое время оставалась причиной напряжённости в отношениях между Турцией и Сирией, которая не признавала турецкого суверенитета над Хатаем до начала 2005 года.

## География
Площадь — 5678 км².
Восточную часть ила занимает горный хребет Аманос (Нур).
На территории ила находится гора Муса-Даг (см. Оборона горы Муса-Даг).

## История

Сиро-хеттские царства Паттина, Куэ и другие в IX—VIII веках до н. э.

После окончания Первой мировой войны в 1918 году эта область вошла в состав Сирии и Ливана, находящихся под управлением Франции.
После создания Турецкой республики в 1923 году по реке Паяс проходила граница турецкого ила Адана с Хатаем, город Паяс стал пограничным.
В 1936 году турецкое правительство подало жалобу в Лигу Наций, в которой требовало включения Хатая в состав Турции. В ноябре того же года Хатаю был предоставлен статус автономии в составе Французской Сирии.
В связи с хатайским конфликтом в 1937 году начала вещание радиостанция «Голос Турции» с передачами на арабском языке.
В 1938 году французскими властями была проведена перепись населения и по её результатам были установлены национальные квоты в представительном собрании (санжак) Хатая: 22 места для турок, девять для арабов-алавитов, пять для армян, два для арабов-суннитов, два для арабов-христиан.
Собрание было избрано летом 1938 года, а 2 сентября 1938 года оно провозгласило независимую Республику Хатай. Название было предложено Кемалем Ататюрком.
В 1939 году после всенародного референдума Хатай стал вилайетом Турции. Когда Государство Хатай 29 июня 1939 года было аннексировано Турцией, то районы Эрзинь, Дёртйол и Хасса провинции Газиантеп были присоединены к новообразованному в состав Турции илу Хатай. Многие армяне и арабы покинули провинцию, переселившись в другие районы Сирии.
В 2012 году Хатай получил звание «Город гастрономии» ЮНЕСКО наряду с городами Попаян в Колумбии, Чэнду в Китае и Остерсунд в Швеции.
6 февраля 2023 года на юго-востоке Турции произошло мощное землетрясение. Хатай стала одной из провинций, где землетрясение нанесло наибольший ущерб. Всего в провинции погибли 23 065 человек. По меньшей мере 9 224 здания были частично или полностью разрушены.

## Население
Население — 1 448 418 жителей (2009), в трёх из 12 округов ила преобладают арабы, в остальных — турки.
Крупнейшие города — Антакья (административный центр), Искендерун (крупнейший порт), Дёртйол, Кырыкхан, Рейханлы, Самандаг.

## Административное деление

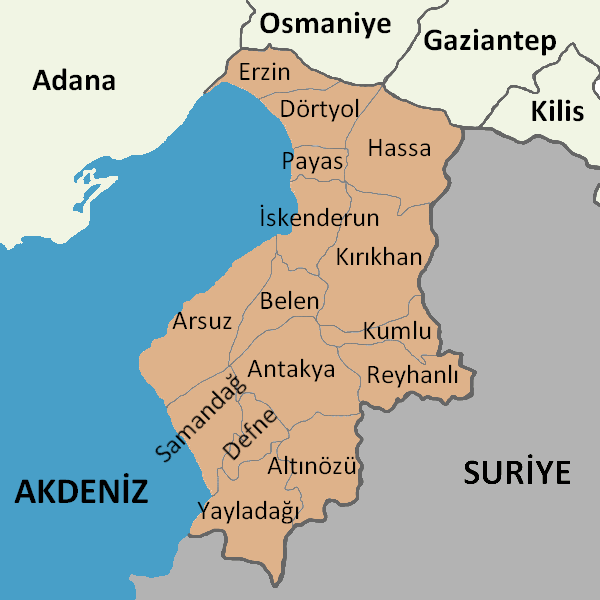
Районы ила Хатай

Ил Хатай делится на 12 районов:
1. Алтынёзю (Altınözü)
2. Антакья (Antakya)
3. Арсуз[англ.](Arsuz)
4. Белен (Belen)
5. Дефне[англ.](Defne)
6. Дёртйол (Dörtyol)
7. Хасса (Hassa)
8. Искендерун (İskenderun)
9. Кырыкхан (Kırıkhan)
10. Кумлу (Kumlu)
11. Паяс (Payas)
12. Рейханлы (Reyhanlı)
13. Самандаг (Samandağ)
14. Эрзинь (Erzin)
15. Яйладагы (Yayladağı)

## Археология
В Ючагизли, Бокер-Тахтите (Израиль), Кзар-Акиле (Ливан), на Балканах (Темната), в Чехии (Богунице, Странска Скала, Лишень, Подоли, Тварожна), на Украине (Куличивка), на Алтае (Кара-Бом) и в Северном Китае (Шуйдунгоу) представлен комплекс сходных индустрий, названный эмиранско-богуницким.
Самыми северными местонахождениями верхнепалеолитической ахмарской культуры являются пещеры Учагызлы (Üçağızlı Cave) и Канал (Kanal Cave) на юго-востоке Турции.
Артефакты из эпипалеолитическоического слоя пещеры Учагизли I (Üçağızlı I cave) в провинции Хатай датируются возрастом 17 530±140 лет назад.